# Список глав государств в 555 году
Список глав государств в 554 году — 555 год — Список глав государств в 556 году — Список глав государств по годам

## Африка
- Аксумское царство — 
  - Ва'зеб, негус (ок. 550 — ок. 555)
  - Йоэль, негус (ок. 555 — ок. 575)

## Америка
- Баакульское царство — К’ан Хой Читам I, священный владыка (524 — 565)
- Канульское царство — Хут ном Чаналь, царь (551 — 572/573)
- Мутульское царство (Тикаль) — Яш-Эб-Шок II, царь (537 — 562)
- Шукууп (Копан) — ?-Балам, царь (553 — 578)

## Азия
- Абхазия (Абазгия) — Иствинэ, князь (ок. 550 — ок. 580)
- Вансюан (Ранние Ли) —
  - Ли Тьен Бао, император (547—555)
  - Трие Вьет Вуонг, император (547—571)
- Гассаниды — аль-Харит V ибн Джабала, царь (529—569)
- Дханьявади — Тюрия Кала, царь[англ.] (552—575)
- Жужаньский каганат —
  - Юйцзюлюй Дэн Шуцзы, каган (554—555)
  - в 555 году завоеван Тюркским каганатом
- Иберия — Фарсман V, царь (547—561)
- Индия —
  - Вишнукундина —
    - Индра Бхаттарака Варма, царь[лит.] (528—555)
    - Викрамендра Варма II, царь[лит.] (555—569)

  - Западные Ганги — Дурвинта, махараджа (529—579)
  - Маитрака — Дарапатта, махараджа[англ.] (ок. 550 — ок. 556)
  - Паллавы (Анандадеша) — Симхаварман III, махараджа (550—574)
  - Чалукья — Сатьяшрая Пулакешин I, раджа (535—566)
- Камарупа — Чандрамукхаварман, царь (542—566)
- Китай (Период Южных и Северных династий) —
  - Западная Вэй — Гун-ди (Юань Ко), император (554—557)
  - Лян —
    - Юань-ди (Сяо И), император (552—555)
    - Чжэньян-хоу (Сяо Юаньмин), император (555)
    - Цзин-ди (Сяо Фанчжи), император (555—557)

  - Северная Ци — Вэнь Сюань-ди (Гао Ян), император (550—559)
- Корея (Период Трех государств):
  - Конфедерация Кая — Тосольджи, ван (532—562)
  - Когурё — Янвон, тхэван (545—559)
  - Пэкче — Видок, король (554—598)
  - Силла — Чинхын Великий, тхэван (514—576)
- Лазика (Эгриси) —
  - Губаз II, король (ок. 541 — 555)
  - Тцат II, король (555—570)
- Лахмиды (Хира) — Амр III ибн аль-Мундир, царь (554—569)
- Паган — Хан Лонг, король[англ.] (547—557)
- Персия (Сасаниды) — Хосров I Ануширван, шахиншах (531—579)
- Раджарата (Анурадхапура) — Моггаллана II, король (540—560)
- Тарума — Сурьяварман, царь (535—561)
- Тогон — Муюн Куалюй, правитель (540—591)
- Тюркский каганат — Мукан, каган (553—572)
- Тямпа — Рудраварман I, князь (529—572)
- Химьяр — Абраха, царь (536 — ок. 570)
- Ченла —
  - Шрутаварман, раджа (550—555)
  - Шрестхаварман II, раджа (555—560)
- Япония — Киммэй, император (539—571)

## Европа
- Англия —
  - Берниция — Ида, король (547 - 559)
  - Думнония — Константин ап Кадо, король (537 — 560)
  - Каер Гвенддолеу — Гвенддолеу ап Кейдио, король (ок. 550 — 573)
  - Кент — Эрменрик, король (ок. 540 — 591)
  - Мерсия — Киневальд, король (538 — 568)
  - Пеннины — 
    - Дунотинг (Северные Пеннины) — Динод Толстый, король (ок. 525 — ок. 595)
    - Пик (Южные Пеннины) — Сауил Высокомерный, король (ок. 525 — 590)

  - Регед — 
    - Северный Регед — Кинварх Угрюмый, король (535 — 570)
    - Южный Регед — Элидир Толстый, король (535 — 560)

  - Сассекс — Кисса, король (514 — ок. 567)
  - Уэссекс — Кинрик, король (534 — 560)
  - Эбрук — Элиффер ап Эйнион, король (500 — 560)
  - Элмет — Артуис ап Масгвид, король (540 — 560)
  - Эссекс — Эсквин, король (547 — 568)
- Арморика — Теудр Великий, король (545 — 584)
- Бавария — Гарибальд I, герцог (ок. 548 — 591)
- Бро Варох — Канао I, король (550 — 560)
- Вестготское королевство — Атанагильд, король (554 — 567)
- Византийская империя — Юстиниан I, император (527 — 565)
- Гепиды — Торисвинт, король (ок. 548 — 560)
- Ирландия — Диармайт мак Кербалл, верховный король (538 — ок. 565)
  - Айлех — 
    - Фергюс мак Муйрхертах, король (534 — ок. 566)
    - Домнал мак Муйрхертах, король (534 — ок. 566)

  - Коннахт — 
    - Эохайд Тирмарне мак Фергуссо, король (550 — ок. 555)
    - Ферадах мак Росса, король (ок. 555 — ок. 560)

  - Лейнстер — Колман Мор, король (550 — 580)
  - Мунстер — Кримтанн Срем, король (550 — 560)
  - Ольстер — Ферне мак Энгуссо, король (553 — 557)
- Лангобарды — Аудоин, король (546 — 566)
- Папский престол — 
  - Вигилий, папа римский (537 — 555)
  - Пелагий I, папа римский (555 — 561)
- Свевов королевство (Галисия) — Харарих, король (ок. 550 — 558/559)
- Уэльс —
  - Брихейниог — Лливарх ап Ригенеу, король (540 — 580)
  - Гвинед — Рин ап Майлгун, король (547 — ок. 580)
  - Гливисинг — Кадок Мудрый, король (523 — 580)
  - Дивед — Кингар ап Гуртевир, король (540 — 570)
  - Поуис — Брохвайл Искитрог, король (? — ок. 560)
- Франкское королевство — 
  - Австразия — 
    - Теодебальд, король (547 или 548 — 555)
    - после смерти Теодебальда присоединена Хлотарем I

  - Аквитания — Храмн, король (555 — 560)
  - Париж — Хильдеберт I, король (511 — 558)
  - Суассон — Хлотарь I, король (511 — 561)
- Швеция — Адильс, король (ок. 530 — ок. 575)
- Шотландия —
  - Дал Риада — Габран, король (538 — 558)
  - Пикты — 
    - Дрест III, король (550 — 555)
    - Дрест IV, король (550 — 560)

  - Стратклайд (Альт Клуит) — Тутагуал ап Клинох, король (? — ок. 580 )

- Юстиниан I 
 527-565 
 Император Византии
- Хильдеберт I 
 511-558 
 Король Парижа
- Хлотарь I 
 511-561 
 Король Суассона
- Хосров I Ануширван 
 531-579 
 Шахиншах Персии
- Атанагильд 
 554-567 
 Король вестготов
- Эсквин 
 547-568 
 Король Эссекса
- Вигилий 
 537-555 
 Папа римский